# Stade 19 Mai 1956
Das Stade 19 Mai 1956 (deutsch Stadion des 19. Mai 1956, arabisch ملعب 19 ماي 1956) ist ein Fußballstadion mit Leichtathletikanlage in der  Stadt Annaba im Nordosten Algeriens. Es wurde im Jahr 1987 errichtet und hat eine Kapazität von 50.000 Zuschauern.
1990 war das Stadion neben dem Stade 5 Juillet 1962 in Algier einer der beiden Austragungsorte der Fußball-Afrikameisterschaft. Hierbei wurden im Stade 19 Mai 1956 insgesamt sieben Spiele ausgetragen, davon sechs Gruppenspiele und ein Halbfinale.